# Oreorchis porphyranthes
Oreorchis porphyranthes (лат.) — вид цветковых растений рода Горноятрышник (Oreorchis) семейства Орхидные (Orchidaceae). Впервые описан ботаником Такаси Туямой в 1975 году.

## Распространение
Эндемик Непала, известный из центральной части страны. Произрастает на высоте 3100—3800 м.

## Ботаническое описание
Относится к жизненной форме геофитов.
Высота до 33,5 см.
Цветки темно-фиолетовые, собраны в соцветие по 5 штук в каждом. Цветут в конце мая и июне.
Листья длиной до 16 см и шириной 1,8 см, суживающиеся к вершине.
Корневище с псевдобульбой.